# Argentinski pezo
Argentinski pezo (originalno novi argentinski pezo ili konvertibilni pezo, španjolski: Peso Convertible ili Nuevo Peso Argentino), ISO 4217: ARS, valuta je Argentine. Dijeli se na 100 centava.
Peso je također ime nekoliko ranijih argentinskih valuta. Sadašnji peso u upotrebi je od 1992. godine. Zamijenio je dotadašni argentinski austral koji je bio pogođen hiperinflacijom. Odnos zamjene bio je 10000 australa za 1 konvertibilni peso. Nazvan je konvertibilni jer je za svaki peso u optjecaju Središnja banka Argentine imala jednaku protuvrijednost u američkim dolarima u deviznim zalihama. No, 2001. zemlju je pogodila ekonomska kriza, pa tečaj više nije vezan za USD nego slobodno fluktuira.
Novčanice i kovanice izdaje Središnja banka Argentine, i to: kovanice od 5, 10, 25, 50 centava i 1 pesa, te novčanice od 2, 5, 10, 20, 50 i 100 pesosa.

## Vanjske poveznice
- Središnja banka Argentine
- Argentinske novčanice (njem.) (engl.)